# Waleed Hussain
Waleed Hussain (Arabic:وليد حسين) (sinh ngày 15 tháng 5 năm 1992) là một cầu thủ bóng đá người Các Tiểu vương quốc Ả Rập Thống nhất. Hiện tại anh thi đấu ở vị trí tiền vệ cho Shabab Al-Ahli.